# 沙旺·塞拉辛哈
沙旺·塞拉辛哈（英語：Sawan Serasinghe，1994年2月21日—），澳洲男子羽毛球運動員。

## 簡歷
沙旺·塞拉辛哈生於斯里蘭卡西南部城市加勒，自6歲開始隨家人和 Richmond College 的教練參加羽毛球運動，曾贏得多項國內的青年賽錦標。他隨家人移民到澳洲後，仍繼續參加不同的青年賽及公開賽。
2015年2月，沙旺·塞拉辛哈出戰大洋洲羽毛球錦標賽，與曹善凱合作奪得男子雙打比賽冠軍。年內，二人又拿得懷卡托國際賽冠軍及瑪利拜朗國際賽亞軍。

## 主要比賽成績
只列出曾進入準決賽的國際賽事成績：
| 年份   | 賽事                         | 公開賽級別 | 項目     | 拍檔            | 成績   |
| ------ | ---------------------------- | ---------- | -------- | --------------- | ------ |
| 2014年 | 大洋洲羽毛球錦標賽           | 其他       | 混合團體 | －              | 冠軍   |
| 2014年 | 大洋洲羽毛球錦標賽           | 其他       | 男子雙打 | 曹善凱          | 亞軍   |
| 2014年 | 奧克蘭羽毛球國際賽           | 國際系列賽 | 男子雙打 | 曹善凱          | 準決賽 |
| 2014年 | 雪梨羽毛球國際賽             | 國際挑戰賽 | 混合雙打 | 塞特亚纳·玛帕萨 | 冠軍   |
| 2015年 | 大洋洲羽毛球錦標賽           | 其他       | 男子雙打 | 曹善凱          | 冠軍   |
| 2015年 | 懷卡托羽毛球國際賽           | 未來系列賽 | 男子雙打 | 曹善凱          | 冠軍   |
| 2015年 | 懷卡托羽毛球國際賽           | 未來系列賽 | 混合雙打 | 塞特亚纳·玛帕萨 | 冠軍   |
| 2015年 | 瑪利拜朗羽毛球國際賽         | 國際系列賽 | 男子雙打 | 曹善凱          | 亞軍   |
| 2015年 | 瑪利拜朗羽毛球國際賽         | 國際系列賽 | 混合雙打 | 塞特亚纳·玛帕萨 | 亞軍   |
| 2015年 | 雪梨羽毛球國際賽             | 國際挑戰賽 | 混合雙打 | 塞特亚纳·玛帕萨 | 準決賽 |
| 2015年 | 挪威羽毛球國際賽             | 國際系列賽 | 混合雙打 | 塞特亚纳·玛帕萨 | 冠軍   |
| 2015年 | 威爾斯羽毛球國際賽           | 國際挑戰賽 | 混合雙打 | 塞特亚纳·玛帕萨 | 準決賽 |
| 2015年 | 土耳其梅爾辛羽毛球國際賽     | 國際挑戰賽 | 混合雙打 | 塞特亚纳·玛帕萨 | 準決賽 |
| 2016年 | 大洋洲羽毛球混合團體錦標賽   | 其他       | 混合團體 | －              | 冠軍   |
| 2016年 | 大洋洲羽毛球男女子團體錦標賽 | 其他       | 男子團體 | －              | 亞軍   |
| 2016年 | 大溪地羽毛球國際挑戰賽       | 國際挑戰賽 | 男子雙打 | 曹善凱          | 準決賽 |
| 2016年 | 大洋洲羽毛球錦標賽           | 其他       | 男子雙打 | 曹善凱          | 冠軍   |
| 2016年 | 加拿大羽毛球大獎賽           | 大獎賽     | 混合雙打 | 塞特亚纳·玛帕萨 | 準決賽 |
| 2017年 | 努美阿羽毛球國際賽           | 國際系列賽 | 男子雙打 | 曹善凱          | 冠軍   |
| 2017年 | 努美阿羽毛球國際賽           | 國際系列賽 | 混合雙打 | 塞特亚纳·玛帕萨 | 冠軍   |
| 2017年 | 大洋洲羽毛球錦標賽           | 其他       | 男子雙打 | 曹善凱          | 冠軍   |
| 2017年 | 大洋洲羽毛球錦標賽           | 其他       | 混合雙打 | 塞特亚纳·玛帕萨 | 冠軍   |
| 2017年 | 紐西蘭羽毛球黃金大獎賽       | 黃金大獎賽 | 混合雙打 | 塞特亚纳·玛帕萨 | 亞軍   |
| 2017年 | 雪梨羽毛球國際賽             | 國際系列賽 | 混合雙打 | 塞特亚纳·玛帕萨 | 亞軍   |
| 2018年 | 大洋洲羽毛球男女子團體錦標賽 | 其他       | 男子團體 | －              | 冠軍   |
| 2018年 | 大洋洲羽毛球錦標賽           | 其他       | 男子雙打 | 曹善凱          | 冠軍   |
| 2018年 | 大洋洲羽毛球錦標賽           | 其他       | 混合雙打 | 塞特亚纳·玛帕萨 | 冠軍   |
| 2019年 | 大洋洲羽毛球錦標賽           | 其他       | 男子雙打 | Eric Vuong      | 冠軍   |
| 2019年 | 大洋洲羽毛球錦標賽           | 其他       | 混合雙打 | Lee Yen Khoo    | 亞軍   |
| 2020年 | 大洋洲羽毛球錦標賽           | 其他       | 男子雙打 | 曹善凱          | 亞軍   |
| 2020年 | 大洋洲羽毛球男女子團體錦標賽 | 其他       | 男子團體 | －              | 冠軍   |

| 2007-2017年 | 首要超級賽 | 超級賽 | 黃金大獎賽 | 大獎賽 | 國際挑戰賽 | 國際系列賽 | 未來系列賽 | 其他 |

| 2018-2026年 | 總決賽 | 超級1000賽 | 超級750賽 | 超級500賽 | 超級300賽 | 超級100賽 | 國際挑戰賽 | 國際系列賽 | 未來系列賽 | 其他 |

### 奧運會和世錦賽參賽紀錄
|          | 搭檔            | 2015 | 2016       | 2017        |
| -------- | --------------- | ---- | ---------- | ----------- |
| 男子雙打 | 曹善凱          | 48強 | 小組第四名 | －          |
|          |                 |      |            |             |
| 混合雙打 | 塞特亚纳·玛帕萨 | －   | －         | 48強 (退賽) |